# Mohamed Al-Deayea
Mohamed Abdullaziz Al-Deayea — em árabe: محمد عبدالعزيز الدعيع — (Tabuk, 2 de agosto de 1972) é um ex-futebolista saudita que atuava como goleiro.
Ele jogou 4 Copas do Mundo (1994, 1998, 2002 — as três como titular — e 2006, como reserva) e disputou 178 jogos pela Seleção da Arábia Saudita.

## Carreira

### Al-Ta'ee
Revelado pelo Al-Ta'ee, Al-Deayea, antes de ingressar no futebol, foi jogador de handebol, mas foi convencido por seu irmão mais velho, Abdullah, que também atuava como goleiro, a mudar de ideia. No início, Mohamed sofria certa pressão por ocupara o lugar de Abdullah, campeão de duas edições da Copa da Ásia e que também era considerado um bom goleiro.
Em 1987, quando o goleiro titular da equipe juvenil do Al-Ta'ee se lesionou, seu treinador observou Al-Deayea, que relutava em trocar as quadras pelo gramado. Com a pressão pela urgência em encontrar um novo atleta para a posição, ele aceitou a proposta. Integrado ao elenco principal do Al-Ta'ee em 1989, Mohammad já assumiria a titularidade, porém uma lesão no ligamento cruzado em um de seus joelhos atrapalhou o jovem goleiro, que permaneceria na equipe durante o restante da década de 1990, jogando 176 partidas. Em 1999, assinou com o Al-Hilal e deixou os Caçador de Adultos, como o Al-Ta'ee é conhecido. Na primeira temporada sem o goleiro, o clube seria rebaixado.

### Mais uma década, agora no Al-Hilal
Antes de assinar com o Al-Hilal, Al-Deayea havia chegado a um acordo para atuar no Manchester United, que procurava um substituto para Peter Schmeichel. O goleiro era apontado como reserva imediato do francês Fabien Barthez, mas ele não conseguiu a licença de trabalho e voltou ao Al-Hilal.
Depois de uma década ao serviço dos Líderes, em 22 de junho de 2010, aos 37 anos, Al-Deayea, sem acordo para a renovação de seu contrato com o Al-Hilal, anunciou que estava encerrando sua carreira, após 230 partidas e 3 gols marcados.

## Carreira internacional
Al-Deayea estreou pela Arábia Saudita em 1990. Foi uma das peças-chave da classificação saudita para a Copa de 1994, a primeira da história dos Falcões do Deserto, que avançaram de fase num grupo que tinha Holanda, Bélgica e Marrocos, e pararam nas oitavas-de-final, contra a Suécia. Manteve a titularidade absoluta no gol saudita, até 2004.
O declínio de Al-Deayea com a camisa da Arábia Saudita começou em 2002; com os 8 gols sofridos contra a Alemanha, ele se tornou o goleiro mais vazado da história dos mundiais, com 25 gols sofridos, ao lado do mexicano Antonio Carbajal. Em decorrência da medíocre campanha dos Falcões na Copa da Coreia e do Japão, o goleiro, então com apenas 29 anos, estaria encerrando a carreira na seleção, juntamente com outra lenda do futebol de seu país, o atacante Sami Al-Jaber.
Entretanto, em 2004, o treinador argentino Gabriel Calderón convenceu os dois a regressarem ao time, e eles aceitaram. Al-Jaber foi peça importante na classificação dos sauditas à sua quarta Copa seguida, e Al-Deayea, depois de um ano fora das convocações, defendeu o gol dos Falcões em quatro oportunidades. Foram seus últimos jogos como titular da Arábia Saudita.
Em 2005, Calderón surpreendeu ao optar em escolher Mabrouk Zaid, do Al-Ittihad e reserva de Al-Deayea na Copa de 2002, como o novo titular do gol saudita, relegando o já experiente goleiro ao banco de reservas, mesmo usando a camisa 1.
Na Copa de 2006, Al-Deayea tentou convencer Marcos Paquetá, técnico dos Falcões, para que lhe desse a titularidade, porém o brasileiro 
escolheu Zaid como titular nas partidas contra Tunísia e Ucrânia.
Na partida contra a Espanha, mesmo com os pedidos de Zaid e do terceiro goleiro Mohammad Khouja para que Al-Deayea disputasse o jogo, Paquetá seguiu apostando no goleiro do Al-Ittihad, que não conseguiu evitar mais uma derrota dos sauditas, eliminados na primeira fase. Após um amistoso contra a Bélgica, em agosto de 2006, Al-Deayea encerrava uma carreira internacional de 16 anos, com 178 partidas oficiais. Ele ainda sonhava com uma possível convocação para a Copa de 2010, caso a Arábia Saudita conquistasse a vaga, porém os Falcões não se classificaram após 4 edições consecutivas.
Até 2012, era o recordista em participações por uma seleção nacional, quando foi superado pelo egípcio Ahmed Hassan, que disputou 184 jogos em 17 anos.

## Títulos
Seleção Saudita Sub-17
- Copa do Mundo FIFA Sub-17 (1): 1989

Al-Ta'ee
- Campeonato Saudita da Segunda Divisão (1): 1994–95

Al-Hilal
- Liga dos Campeões da AFC (1): 1999–00
- Copa da Arábia Saudita (7): 2000, 2003, 2004–05, 2005–06, 2007–08, 2008–09 e 2009–10
- Recopa Árabe (1): 2000
- Supercopa da Ásia (1): 2000
- Supercopa da Arábia (1): 2001
- Recopa da AFC (1): 2001–02
- Campeonato Saudita (4): 2001–02, 2004–05, 2007–08 e 2009–10

Seleção Saudita
- Copa das Nações do Golfo (2): 1994 e 2002
- Copa da Ásia (1): 1996
- Copa das Nações Árabes (1): 1998